# Косматос, Панос
Па́нос Косма́тос (иногда также Пан Косматос англ. Panos Cosmatos, греч. Πάνος Κοσμάτος; род. 1 февраля 1974, Рим) — канадский режиссёр, сценарист и продюсер греческого и итальянского происхождения.

## Биография
Родился в 1974 году в Риме, в семье кинорежиссёра Джорджа П. Косматоса и шведского скульптора Биргитты Юнгберг (швед. Birgitta Ljungberg-Cosmatos). В начале 80-х семья переехала в Викторию, Британская Колумбия, Канада.
В 2010 Панос Косматос дебютировал как режиссёр, сняв независимый научно-фантастический триллер «По ту сторону чёрной радуги», выполненный в стилистике фильмов 1980-х. Критики сравнивали дебют Косматоса с такими работами, как «Новая жизнь (фильм, 2002)» Филиппа Гранриё, и дебютный фильм Джорджа Лукаса «THX 1138» (1971). Финансированием для фильма стали деньги, полученные от DVD-издания «Тумстоун: Легенда Дикого Запада», на съёмках которого он работал в качестве помощника оператора в 1993 году.
Длительное время Косматос не работал в сфере кино, лишь в 2013 году стал исполнительным продюсером документального фильма «Перемотай это!», повествующим о культурном влиянии эпохи VHS. В 2017 он срежиссировал фильм ужасов с элементами триллера и боевика «Мэнди», премьера которого состоялась на кинофестивале «Сандэнс» 19 января 2018 года. В главной роли снимался Николас Кейдж, чья работа была высоко оценена критиками.